# Anomalia de l'Atlàntic Sud

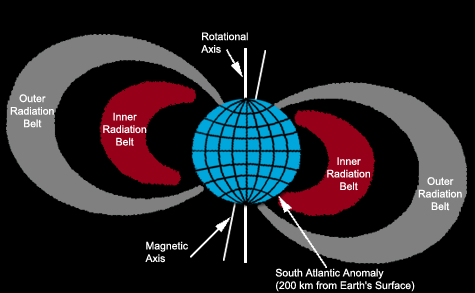
Els cinturons de radiació Van Allen i el punt on es troba la Anomalia de l'Atlàntic Sud.

L'Anomalia de l'Atlàntic Sud  és una regió on els cinturons de radiació de Van Allen es troben a uns centenars de quilòmetres de la superfície terrestre. Com a resultat en aquesta regió la intensitat de radiació és més alta que en altres regions. La AAS  (Anomalia de l'Atlàntic Sud) SAA (acrònim en anglès) és produïda per una "depressió" al camp magnètic de la terra en aquesta zona, ocasionada pel fet que el centre del camp magnètic de la terra està desviat del seu centre geogràfic en 450 km. Alguns pensen que aquesta anomalia és un efecte secundari d'una inversió geomagnètica.
La "anomalia de l'Atlàntic Sud" és de gran importància per als satèl·lits i altres naus espacials que orbiten a centenars de quilòmetres d'altitud amb inclinacions orbitals de 35 ° i 60 °, ja que aquestes òrbites porten a aquests satèl·lits a través de l'anomalia de manera periòdica, exposant durant uns quants minuts a una forta radiació.
L'estació espacial internacional, que orbita amb una inclinació de 51,6 °, va requerir un blindatge extra per a afrontar aquest problema.
El telescopi espacial Hubble no efectua observacions en passar per aquesta regió.

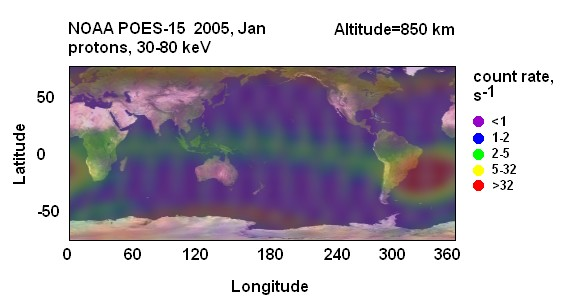
Il·lustració d'AAS i mapa de flux de protons (N º de protons registrats per un detector d'estat sòlid) amb un factor geomètric de 9.5cm ²/sobre.

El mapa es mostra en coordenades geogràfiques.
La imatge descriu:
1. El cinturó exterior de radiació Van Allen (dues bandes una a la part de dalt i una altra a la part inferior.
2. L'Anomalia de l'Atlàntic sud com una taca vermella a la part dreta de les imatges.
3. La banda de flux protons proper a l'equador geomagnètic.

La forma de l'Anomalia varia amb el temps. L'Anomalia té una deriva. La taxa de desplaçament és molt propera a la rotació diferencial entre el nucli terrestre i la seva superfície, i s'estima en 0,3 i 0,5 graus per any.